# Jean Bernard Marie Figarol
Jean Bernard Marie Figarol est un homme politique français né le 5 mars 1760 à Tarbes (Hautes-Pyrénées) et décédé le 26 septembre 1834 à Aurensan (Hautes-Pyrénées).

## Biographie
Avocat à Tarbes, il est juge au tribunal civil du département des Hautes-Pyrénées, puis président de ce tribunal, président du tribunal criminel, conseiller puis président de la cour impériale de Pau. Rallié à la Première Restauration, il est député des Hautes-Pyrénées de 1815 à 1820 et de 1824 à 1827, siégeant dans la majorité de la Chambre introuvable. En 1816, il devient premier président de la cour royale de Paris.

## Sources
- « Jean Bernard Marie Figarol », dans Adolphe Robert et Gaston Cougny, Dictionnaire des parlementaires français, Edgar Bourloton, 1889-1891 [détail de l’édition]